# Philodice (ptaki)
Philodice – rodzaj ptaków z podrodziny kolibrów (Trochilinae) w rodzinie kolibrowatych (Trochilidae).

## Zasięg występowania
Rodzaj obejmuje gatunki występujące w Ameryce Centralnej (Kostaryka i Panama) i Południowej (Kolumbia i Ekwador).

## Morfologia
Długość ciała 6,8–9 cm; masa ciała 3–3,5 g.

## Systematyka

### Etymologia
Philodice: w mitologii greckiej Filodike (gr. Φιλοδικη Philodikē, łac. Philodice) była żoną Leukipposa oraz córką Inachosa.

### Podział systematyczny
Do rodzaju należą następujące gatunki:
- Philodice bryantae (Lawrence, 1867) – koliberek kostarykański
- Philodice mitchellii (Bourcier, 1847) – koliberek andyjski